# Еміль Устале
Жан-Фредерік Еміль Устале́ (фр. Émile Oustalet; 24 серпня 1844 — 23 жовтня 1905, Сен-Каст) — французький зоолог.

## Біографія
Устале народився в Монбельярі, у департаменті Ду. Він навчався в Ecole des Hautes-Etudes, і його перша наукова робота була над органами дихання личинок бабок. Він влаштувався на роботу в Національному музеї природознавства в Парижі, замінивши Жуля Верро на посаді помічника-натураліста в 1873 році. У 1900 році він став наступником Альфонса Мілна-Едвардса на посаді професора теріології.
Серед досягнень в орнітології Еміль Устале описав зразок пташки з острова Бранку в архіпелазі Кабо-Верде як окремий вид Passer brancoensis в 1883 р.. Passer brancoensis був визнаний підвидом горобця острівного (Passer iagoensis brancoensis) іншим орнітологом W.R.P. Bourne, який стверджував відмінність між горобцями острівними з різних островів архіпелагу.
Він є співавтором огляду «Птахи Китаю» фр. Les Oiseaux de la Chine (1877) з Армандом Давидом, а також написав «Птахи Камбоджі» фр. Les Oiseaux du Cambodge (1899).
Устале головував на третьому Міжнародному орнітологічному конгресі, що відбувся в Парижі в 1900 році.
Вид мадагаскарського хамелеона велетенського (Furcifer oustaleti) був названий на його честь Франсуа Моккаром у 1894 р..

## Вибрані праці
- - 1874 : Recherches sur les insectes fossiles des terrains tertiaires de la France, (Дослідження комах у відкладах третинного періоду у Франції).
  - 1877 : with Armand David, Les Oiseaux de la Chine, (Птахи Китаю, 2 томи).
  - 1878 : with Alphonse Milne-Edwards, Études sur les Mammifères et les Oiseaux des Îles Comores, (Дослідження ссавців і птахів Коморських островів).
  - 1880—1881 : Monographie des oiseaux de la famille des mégapodiidés, (Монографія птахів родини Megapodiidae, у двох частинах).
  - 1889 : Oiseaux dans le compte rendu de la mission scientifique du Cap Horn. 1882—1883, (Птахи в доповідях наукової місії на мис Горн. 1882—1883).
  - 1893 : La Protection des oiseaux, (Захист птахів) — репринт у 1895 і перевидана 1900.
  - 1895 : Les Mammifères et les Oiseaux des îles Mariannes, (Ссавці і птахи Маріанських островів, дві частини).
  - 1899 : Oiseaux du Cambodge, du Laos, de l'Annam et du Tonkin, (Птахи Камбоджі, Лаосу, Аннаму і Тонкіну).